# Скандал Клинтон — Левински

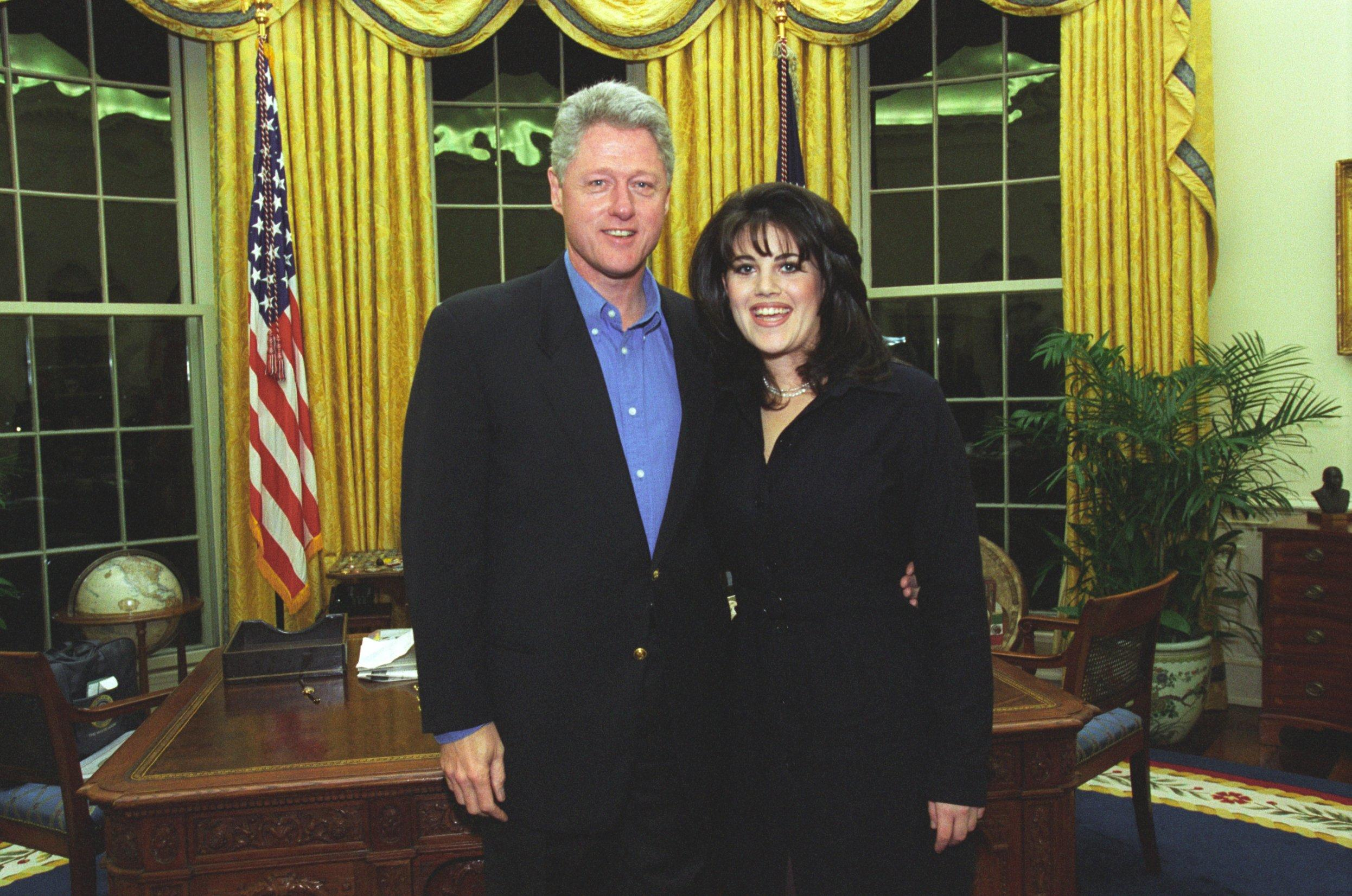
Клинтон и Левински в Белом доме. 28 февраля 1997 года

Скандал Кли́нтон — Леви́нски (англ. Clinton–Lewinsky scandal) — громкий американский политический сексуальный скандал, разразившийся в 1998 году вследствие обнародования факта сексуальных отношений между 49-летним президентом США Биллом Клинтоном и 25-летней сотрудницей Белого дома Моникой Левински. Расследование привело к попытке импичмента президента Клинтона Палатой представителей Конгресса США с последующим оправданием по всем пунктам обвинений акта об импичменте — дача ложных показаний и препятствование правосудию. В отношении Клинтона было вынесено решение о неуважении к суду. Его лицензия на юридическую практику в Арканзасе была приостановлена, а затем он был лишён права выступать в качестве адвоката в Верховном суде США. Клинтон также был оштрафован на 90 000 долларов за дачу ложных показаний.
В 1995 году Левински, выпускница Колледжа Льюиса и Кларка, была нанята на работу в качестве стажёра в Белый дом во время первого президентского срока Клинтона, а затем была сотрудницей Белого дома по вопросам законодательства. Во время работы в Белом доме у неё начались отношения с Клинтоном, о подробностях которых она позже призналась своей подруге и сотруднице министерства обороны Линде Трипп, тайно записывавшей их телефонные разговоры.
В январе 1998 года, узнав, что в ходе судебных разбирательств по делу Полы Джонс Левински отрицала под присягой факт отношений с Клинтоном, Линда Трипп предоставила плёнки с записями их разговоров Кеннету Старру, независимому адвокату, который расследовал связанные с Клинтоном дела, такие как дело «Уайтуотер», скандал с нарушением режима секретности документов ФБР, скандал вокруг департамента командировок Белого дома.
Показания Клинтона Большому жюри были тщательно сформулированы, он заявил: «Всё зависит от того, что значит слово 'is'» (It depends on what the meaning of the word 'is' is) в отношении правдивости его слов, о том, что «ни сексуальных отношений, ни недопустимых сексуальных отношений, ни любых других недопустимых отношений не было» (there is not a sexual relationship, an improper sexual relationship or any other kind of improper relationship).
Скандал характеризовался чрезмерным вниманием со стороны СМИ, с лёгкой руки которых он получил названия «Monicagate», «Lewinskygate», «Tailgate», «Sexgate» и «zippergate» (от zipper — «ширинка»), где суффикс -gate отсылает к известному Уотергейтскому скандалу.

## Обвинения в сексуальном контакте

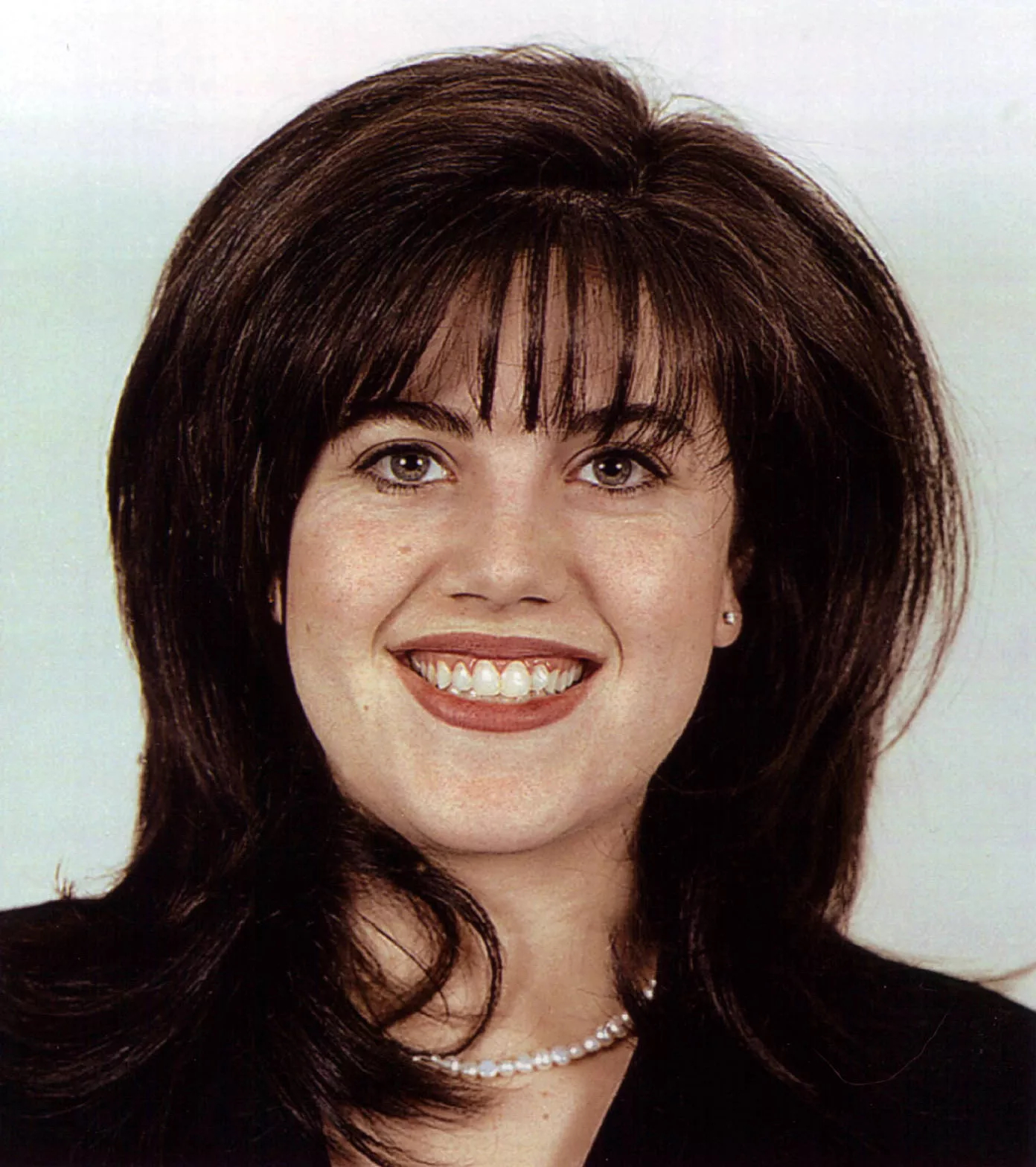
Моника Левински. Фото Канцелярии министра обороны.

Левински заявила, что с ноября 1995 года по март 1997 года у неё было девять сексуальных контактов с Биллом Клинтоном. Первая леди Хиллари Клинтон, согласно её опубликованному расписанию, была в Белом доме, по крайней мере в некоторые из этих дней.
В апреле 1996 года начальство Левински перевело её на работу в Пентагон, полагая, что она проводит слишком много времени рядом с Клинтоном. Согласно автобиографии тогдашнего представителя США при ООН Билла Ричардсона, Белый дом в 1997 году попросил его провести собеседование с Левински по поводу её трудоустройства в ООН. Ричардсон выполнил просьбу и предложил ей должность, от которой она отказалась. The American Spectator писал, что Ричардсон знал больше о деле Левински, чем он рассказал Большому жюри.
Левински призналась Линде Трипп в том, что у неё были отношения с Клинтоном. Трипп убедила Левински сохранить подарки, которые дарил ей Клинтон, и не производить сухую химчистку синего платья от пятен спермы. Трипп сообщила об этих беседах литературному агенту Люсианне Голдберг, которая посоветовала ей тайно проводить аудиозапись бесед, что Трипп и начала делать в сентябре 1997 года. Голдберг также призвала Трипп передать аудиозаписи независимому адвокату Кеннету Старру и привлечь к ним внимание людей, работавших над делом Полы Джонс. Осенью 1997 года Голдберг сообщила репортёрам, в том числе из Newsweek, об этих записях.
В январе 1998 года, после того, как Левински дала показания под присягой по делу Полы Джонс, отрицая какие-либо физические отношения с Клинтоном, она попыталась убедить Трипп также солгать суду. Не поддавшись уговорам, Трипп передала аудиозаписи Кеннету Старру. Теперь, имея признания Левински в физических отношениях с Клинтоном, он расширил расследование, включив в него Левински и её возможное лжесвидетельство в деле Джонс.

## Отрицание и последующее признание
Новость о скандале впервые появилась 17 января 1998 года на сайте Drudge Report, который сообщил, что редакторы Newsweek вплотную занимаются материалами журналистского расследования Майкла Изикова. История вышла в публичное пространство 21 января в The Washington Post.
История муссировалась в СМИ в течение нескольких дней и, несмотря на быстрые опровержения президента, призывы к Белому дому ответить на обвинения становились всё громче. 26 января президент Клинтон, на пресс-конференции в Белом доме, в присутствии жены, Хиллари Клинтон, решительно опроверг обвинения, сказав:

Теперь я должен вернуться к работе над моей речью «О положении страны». Я работал над ней вчера до поздней ночи. Но хочу сказать одну вещь американскому народу. Я хочу, чтобы вы меня услышали. Я ещё раз заявляю: У меня не было сексуальных отношений с этой женщиной, мисс Левински. Я никогда никого не заставлял лгать, ни единого раза, никогда. Эти обвинения ложны. И мне нужно вернуться к работе на американский народ. Спасибо.
Оригинальный текст (англ.)Now, I have to go back to work on my State of the Union speech. And I worked on it until pretty late last night. But I want to say one thing to the American people. I want you to listen to me. I'm going to say this again: I did not have sexual relations with that woman, Miss Lewinsky. I never told anybody to lie, not a single time; never. These allegations are false. And I need to go back to work for the American people. Thank you.

Эксперты обсуждали, будет ли Клинтон говорить по поводу обвинений в его адрес в обращении «О положении страны». В итоге он решил не упоминать о них. Хиллари Клинтон поддерживала своего мужа на протяжении всего скандала. 27 января в программе Today на NBC она сказала: «Теперь кто угодно на примере этой истории может показать, что против моего мужа, со дня его объявления об участии в президентской компании, существует широкомасштабный правый заговор».
В течение следующих нескольких месяцев и в течение лета СМИ обсуждали, имели ли место описанные обстоятельства и солгал ли Клинтон или препятствовал отправлению правосудия, но других улик кроме аудиозаписей не было, поскольку Левински не желала это обсуждать или давать показания. 28 июля 1998 года Левински получила свидетельский иммунитет в обмен на показания Большому жюри об отношениях с Клинтоном. Кроме того, она передала следователям Старра своё платье со следами спермы, давая возможность проведения анализа ДНК, который, несмотря на официальные опровержения Клинтона, мог бы доказать факт их отношений.
17 августа 1998 года Клинтон дал Большому жюри признательные показания под запись, о том, что у него были «недопустимые физические отношения» с Левински. В тот же вечер он сделал заявление по национальному телевидению, в котором свои отношения с Левински были названы «неподобающими».
20 августа, спустя три дня после того, как Клинтон дал показания суду относительно Моники Левински, в ходе военной операции «Бесконечный охват» США нанесли ракетный удар по афганским базам Аль-Каиды в Хосте и фармацевтической фабрике «Аль-Шифа» в Хартуме. Некоторые страны, средства массовой информации, протестующие граждане и республиканцы обвинили Клинтона в том, что он использует эти атаки как отвлекающий манёвр. Также проводились параллели между атаками и недавно выпущенным фильмом Плутовство, в котором вымышленный президент США выдумывает войну в Албании, чтобы отвлечь внимание от сексуального скандала. Должностные лица администрации отрицали какую-либо связь между ракетными ударами и продолжающимся скандалом.

## Обвинения в лжесвидетельстве
На судебном процессе по иску Полы Джонс Клинтон в своих показаниях отрицал, что имел «сексуальные отношения» с Левински. На основании улики — платья со спермой Клинтона — Старр пришел к выводу, что показания президента под присягой были ложными и таким образом являются лжесвидетельством.
Во время дачи показаний под присягой Клинтона спросили: «У вас были когда-нибудь сексуальные отношения с Моникой Левински, в том смысле, как это определено в приложении 1 заявления?». Судья постановил, что Клинтону будет предоставлена возможность ознакомиться с согласованным определением. Затем, на основе определения, созданного независимой юридической комиссией, Клинтон ответил: «Я никогда не имел сексуальных отношений с Моникой Левински». Клинтон позже заявил: «Я трактовал определение, как относящееся к любой активности, где я был бы действующим лицом и вступил в контакт с теми частями тела» («I thought the definition included any activity by [me], where [I] was the actor and came in contact with those parts of the bodies»), которые были перечислены явно, «с намерением доставить удовольствие или возбудить сексуальное желание какого-любо лица». Другими словами, Клинтон отрицал, что он когда-либо контактировал с «гениталиями, анусом, пахом, грудью, внутренними поверхностями бедра или ягодиц» Левински, а также заявил, что согласованное определение «сексуальных отношений» включало предоставление орального секса, но исключало получение орального секса.
Через два месяца после того, как Сенат не смог признать Клинтона виновным, судья Сьюзан Уэббер Райт вынесла в отношении президента решение о неуважении к суду. Верховным судом США была приостановлена лицензия Клинтона на юридическую практику в Арканзасе на пять лет. Он также был оштрафован на 90 000 долларов за дачу ложных показаний. Клинтон не стал обжаловать решение о неуважении к суду, ссылаясь на финансовые проблемы, но по-прежнему утверждал, что его показания соответствовали определению сексуальных отношений, данным судьей Райт.

## Импичмент
В декабре 1998 года Демократическая партия, к которой принадлежал Клинтон, была в меньшинстве в обеих палатах Конгресса. Некоторые члены Конгресса от демократов, и большинство в оппозиционной Республиканской партии, считали, что дача Клинтоном ложных показаний, предположительно повлиявшая на показания Левински, была воспрепятствованием отправлению правосудия и лжесвидетельством и таким образом, являются преступлениями, подлежащими преследованию в виде импичмента. Палата представителей проголосовала за подготовку Статей об импичменте против президента, за которым последовал 21-дневный суд в Сенате.
Все демократы в Сенате проголосовали за оправдание как в лжесвидетельстве, так и воспрепятствовании отправлению правосудия. Десять республиканцев проголосовали за оправдание по обвинению в даче ложных показаний — Джон Чафи (Род-Айленд), Сьюзан Коллинз (Мэн), Слейд Гортон (Вашингтон), Джим Джеффордс (Вермонт), Ричард Шелби (Алабама), Олимпия Сноу (Мэн), Арлен Спектер (Пенсильвания), Тед Стивенс (Аляска), Фред Томпсон (Теннесси), и Джон Уорнер (Вирджиния). Пять республиканцев проголосовали за оправдательный приговор по обвинению в воспрепятствовании отправлению правосудия — Чафи, Коллинз, Джеффордс, Сноу и Спектер.
Президент Клинтон был оправдан по всем пунктам обвинения и остался в должности. Палата представителей пыталась вынести неодобрение президенту, но эти попытки не увенчались успехом.

## Последствия

### Влияние на президентские выборы 2000 года
Скандал, возможно, повлиял на результат президентских выборов 2000 года. Кандидат на пост президента от Демократической партии и действующий вице-президент Альберт Гор заявил, что скандал вокруг Клинтона был «бременем», которое негативно повлияло на поддержку партии её электоратом, и повлекло за собой снижение процента голосов на выборах. Клинтон в свою очередь заявил, что скандал сделал кампанию Гора слишком осторожной, и если бы ему было позволено агитировать за Гора в Арканзасе и Нью-Гемпшире, оба штата обеспечили бы тому голоса выборщиков независимо от пересчёта голосов во Флориде.
Политологи поддержали обе точки зрения. До и после выборов 2000 года Джон Кокрейн из ABC News связал скандал с Левински с выборным феноменом, который он назвал «усталостью от Клинтона» (Clinton fatigue). Опрос показал, что скандал по-прежнему влияет на низкий рейтинг личного одобрения Клинтона через выборы,, и аналитики, например, Джон Гир из Университета Вандербильта, позже пришли к выводу что «усталость от Клинтона или своего рода моральное ретроспективное голосование оказало значительное влияние на шансы Гора». Другие аналитики встали на сторону аргумента Клинтона, и утверждали, что отказ Гора от участия Клинтона в кампании повредил его имиджу.

### Побочные скандалы
Во время скандала сторонники президента Клинтона заявляли, что история с Левински была сугубо личной, и что некоторые из тех, кто выступал за отстранение Клинтона, просто лицемерят.
Широко освещаемое в СМИ расследование активно искало информацию, которая могла бы помешать политикам, поддержавшим импичмент. По данным «The Guardian»:

Ларри Флинт, издатель журнала Hustler, предложил награду в 1 миллион долларов… Флинт был заклятым врагом Республиканской партии [и] пытался нарыть компромат на конгрессменов-республиканцев, которые вели кампанию за импичмент Клинтона.
[Хотя…] Флинт утверждал в то время о наличии у него информации на десяток видных республиканцев, рекламная кампания помогла довести до сведения населения только об одном. Роберт Ливингстон — конгрессмен из Луизианы… внезапно ушёл со своего поста, узнав о намерениях Флинта обнародовать, что у него также был роман.

Генри Хайд, республиканец, председатель комитета Палаты представителей по вопросам судопроизводства и главный управляющий Палаты, также имел любовную связь, заседая в Законодательном собрании штата. Сам Хайд, которому было 70 лет во время слушаний по делу Левински, отверг обвинения, назвав свои отношения «ошибкой молодости» (тогда ему был 41 год).
Конгрессмен-республиканец Роберт Ливингстон, как ожидалось всеми, должен был занять должность спикера Палаты представителей в следующей сессии Конгресса, но через несколько недель после того как Флинт раскрыл его любовную связь, Ливингстон подал в отставку и призвал Клинтона сделать то же самое.
Флинт также утверждал, что конгрессмен Боб Барр, ещё один республиканец, имел внебрачную связь. Барр был первым в Конгрессе, кто призвал к отставке Клинтона в связи с Левински.
С тех пор как я перестал видеть хоть что-то общее между президентами США и собой, я понял, что жить в этой стране стало невозможно. Последний, у кого было что-то человеческое, — это Клинтон. Я легко могу идентифицировать себя с ним. В особенности, если вспомнить тот эпизод с Моникой. Я мог бы оказаться на его месте — вот о чем я думал. К тому же мне всегда нравилась идея орального секса в Овальном кабинете.
Дэн Бертон, республиканец из Индианы, заявил: «Никому, независимо от того, к какой партии и какой ветви власти он принадлежит, не должны сходить с рук предполагаемые неподобающие сексуальные отношения». В 1998 году Бертон признался, что у него самого был роман в 1983 году, от которого появился ребёнок.
Спикер Палаты представителей Ньют Гингрич, представитель от штата Джорджия и лидер Республиканской революции 1994 года, признал в 1998 году, что имел роман с стажёркой Палаты в то время как был женат вторым браком; на тот момент он возглавлял движение за импичмент Клинтона за дачу ложных показаний в отношении романа с Моникой Левински.
Республиканка Хелен Ченауэт-Хэдж из Айдахо настойчиво требовала отставки президента Клинтона, а потом призналась что, в 1980-х годах у неё шесть лет был роман с женатым владельцем ранчо.

### Личное восприятие
Историк и публицист, лауреат Пулицеровской премии Тэйлор Бранч указывал, что Клинтон просил внести изменения в его книгу «The Clinton Tapes: Wrestling History with the President» 2009 года, там где были откровения Клинтона о том, что роман с Левински начался, поскольку «я был сломлен, просто сломлен». Бранч пишет, что Клинтон чувствовал себя «в осаде, недооцененным, и открытым для связи с Левински» после «потери демократами большинства в Конгрессе на выборах в ноябре 1994 года, смерти матери в январе, а также продолжающегося расследования уайтуотерского скандала». Клинтон ранее публично объяснил роман как «страшную моральную ошибку», как реакцию на гнев в отношении республиканцев, заявив, что «если в людях сидит нереализованный гнев, это заставляет их совершать нерациональные, разрушительные поступки».

### В культуре
Скандал стал основой сюжета третьего сезона телесериала «Американская история преступлений», который вышел на экраны в сентябре 2021 года.

### Комментарии
1. ↑  Юридически под сексуальным контактом понимается любой намеренный контакт, в котором задействуются гениталии, включая петтинг и оральную стимуляцию, вне зависимости от того, кто и с кем этим занимается[15]. После случая с Моникой Левински Билл Клинтон попытался определить секс более узко, но суд его поправил[15]